# توماس وليامز (سياسي أسترالي)
توماس وليامز (بالإنجليزية: Thomas Williams)‏ هو سياسي أسترالي، ولد في 7 أبريل 1897 في يونغ في أستراليا، وتوفي في 1992. حزبياً، نشط في حزب العمال الأسترالي. وقد انتخب عضو مجلس النواب الأسترالي عن دائرة Division of Robertson ‏ (21 أغسطس 1943 – 10 ديسمبر 1949).